# Qıvraq
Qıvraq is een stad in Azerbeidzjan en is de hoofdplaats van het district Kəngərli.
De stad telt 5400 inwoners (01-01-2012).